# Бернард Райтсон
Бернард Райтсон (англ. Bernard Wrightson, 25 червня 1944) — американський стрибун у воду.
Олімпійський чемпіон 1968 року.
Переможець Панамериканських ігор 1967 року.